# The Witcher
The Witcher (em polonês: Wiedźmin) é um jogo eletrônico de RPG de ação desenvolvido pela CD Projekt RED e publicado pela Atari. Baseado na série de livros Wiedźmin, do escritor polonês Andrzej Sapkowski, The Witcher se passa em um mundo de fantasia medieval e segue a história de Geralt de Rívia, um dos últimos bruxos restantes na Terra. Ele é um destemido andarilho e caçador de monstros, dotado de capacidades físicas sobrenaturais. O sistema de "escolhas morais" que faz parte do enredo do game foi reconhecido pelas consequências geradas na história.
O jogo utiliza a engine Aurora, propriedade da BioWare. Uma versão para consoles usando uma engine totalmente nova e um novo sistema de combate, intitulada The Witcher: Rise of the White Wolf, iria ser lançada no outono de 2009, mas foi cancelada por conta de problemas com o pagamento da desenvolvedora da nova versão, a Widescreen Games. Em 18 de setembro de 2009, a CD Projekt RED confirmou oficialmente que haviam começado a trabalhar numa sequência, The Witcher 2: Assassins of Kings, lançado em 17 de maio de 2011 no PC e em 17 de abril de 2012 no Xbox 360.

## Jogabilidade
Existem três tipos de câmera disponíveis em The Witcher. Duas em perspectiva de cima, onde o mouse é usado para controlar tudo, e uma câmera por trás do ombro, que traz o jogador mais perto do sistema de combate, mas limita a visibilidade. Nas três câmeras, os controles podem ser modificados para serem focados no mouse ou combinados em teclado e mouse.
O sistema de combate em The Witcher representa uma experiência diferente em relação à maior parte dos RPGs. O jogador pode escolher entre três estilos de luta diferentes para serem usados em diferentes situações e contra diferentes inimigos. O estilo rápido permite ataques rápidos, porém menos poderosos, com maiores chances de acertar inimigos rápidos; o estilo forte causa mais dano aos inimigos em troca de uma diminuição na velocidade de ataque, e uma chance menor de acertar inimigos rápidos; e o estilo grupo permite ataques alternados, útil quando Geralt estiver cercado. O jogador pode trocar entre os estilos de luta a qualquer momento. As duas espadas principais de Geralt também têm sistemas de combate diferentes, e servem para diferentes propósitos. A espada de aço é usada para lutar contra humanos e outras criaturas de carne e osso, enquanto a espada de prata é mais efetiva contra monstros e bestas sobrenaturais. O jogador pode, com sincronismo preciso, encadear os ataques de Geralt em combos para causar mais dano a inimigos.
A alquimia é uma parte importante na jogabilidade. O jogador pode criar poções que aumentam a vida ou melhoram a regeneração, permitem que Geralt veja no escuro, ou concedem outros benefícios. As receitas dessas poções podem ser aprendidas por meio de pergaminhos ou experimentação. Uma vez que o jogador crie uma poção desconhecida e decida bebê-la, ela poderá envenenar ou causar outros efeitos negativos em Geralt. Cada vez que Geralt bebe uma poção, o nível de toxicidade no corpo aumentará. Isso pode ser reduzido bebendo uma poção especial ou meditando em uma pousada ou lareira. Além de poções, o jogador também pode criar óleos usados para aumentar o dano por armas e bombas no combate. Nenhum dos dois pode ser criado até que pontos de talento sejam alocados nas habilidades correspondentes.
Um sistema de decisão-consequência com atraso quer dizer que as consequências das decisões de jogadores poderão aparecer em atos posteriores do jogo. Isso faz com que os jogadores pensem de forma crítica antes de tomar qualquer decisão, além de permitir ao jogo ter um sistema único de valor replay, já que as consequências resultantes das decisões do jogador podem levar a eventos diferentes no futuro, e, por fim, uma experiência de jogo diferente a cada jogada.
A natureza das opções enfrentadas ao jogar raramente caem no típico sistema de moralidade "preto e branco", presente em vários RPGs, e os jogadores, por vezes, encontram-se escolhendo entre a melhor opção de duas opções ruins. Em vez de fazer uma escolha clara entre o bem e o mal, o jogo apresenta situações mais reflexivas da moralidade real.

## Sinopse
O jogo conta a história de Geralt de Rívia que, no começo do jogo, recebe a tarefa de curar a filha do rei Foltest, Adda, que foi amaldiçoada a se transformar em um monstro feroz, introduzindo o jogador ao trabalho dos bruxos.
A cutscene inicial mostra a quest de Geralt de curar Adda sobrevivendo uma noite em sua presença. Geralt captura o traidor que a amaldiçoou e usa-o como isca para atrair o monstro, e, na batalha que sucede, consegue espantar o monstro com magia. Na manhã seguinte, Geralt encontra a princesa com forma humana. Quando ele aproxima-se, ela abre os olhos - que eram os olhos do monstro - e o acerta no rosto. A tela fica preta.
Alguns anos se passam misteriosamente, terminando com Geralt sendo transportado para a fortaleza dos bruxos de Kaer Morhen por bruxos amigos que o encontraram inconsciente em um campo. Geralt não se lembra de quase nada de sua vida antes daquilo. Ele é levado para Kaer Morhen, a base dos bruxos, onde encontra uma feiticeira chamada Triss Merigold. O castelo é atacado por uma gangue de bandidos chamada Salamandra, liderada por três criminosos: um deles é conhecido como o Professor, o segundo é um mago chamado Savolla que controla um monstro enorme, semelhante a um louva-a-deus, e o último é um mago chamado Azar Javed. Os bruxos e a feiticeira conseguem destruir o monstro e matar Savolla, mas o Professor e Azar conseguem escapar com mutagênicos capazes de alterar os bruxos...

## Desenvolvimento

### Engine
The Witcher usa uma versão profundamente modificada da Aurora Engine desenvolvida pela BioWare, desenvolvida para jogos de um jogador. Há grandes diferenças em relação à engine original; algumas estão listadas abaixo.
Uma das características mais importantes da Aurora Engine é que o mundo é desenvolvido exatamente como os desenvolvedores imaginaram, em vez de usar um sistema baseado em tiles (engines baseadas em tiles agrupam imagens pequenas para formar imagens maiores). Todos os ambientes foram desenvolvidos no software 3ds Max e então exportados para a engine do jogo. Como resultado, os desenvolvedores podem criar mundos de jogo únicos, em vez de reciclar objetos em tiles. A versão da engine da CD Projekt suporta lightmaps gerados no 3ds Max. As sombras são geradas desta forma para parecerem mais realistas, e permitirem uma melhor performance de jogo.
A versão modificada da engine também inclui pintura de texturas, uma ferramenta especial que permite ao desenvolvedor pintar os ambientes usando texturas personalizadas. Isso permite ao desenvolvedor criar um mundo de jogo realmente único. Skyboxes (objetos fora do alcance do cenário, como céu e montanhas distantes) e efeitos de água realistas desenvolvidos especificamente para The Witcher foram adicionados à engine. A luz natural durante várias fases do dia é alterada de forma realista, e as transições entre dia e noite enriquecem o ambiente do jogo. O tempo pode mudar dinamicamente de uma garoa leve para uma tempestade negra, acompanhada de raios e trovões.
Toda a renderização in-game é feita utilizando a API gráfica DirectX 9, e a engine suporta muitos shaders diferentes (efeitos de água, bump mapping, environment mapping etc.).
Outras mudanças importantes incluem animações com base em capturas de movimento, física de modelos aprimorada, novas mecânicas e sistema de combate. Modificações adicionais incluem a introdução de portais e de efeitos gráficos adicionais (brilho, sombras dinâmicas avançadas, desfoque etc.).

### Variações de localizações
Todas as cartas colecionáveis das "conquistas sexuais" de Geralt foram censuradas ("retocadas a um padrão mais modesto") para o lançamento da versão estadunidense. As dríades também foram repaginadas para que o cabelo cobrisse uma maior parte do corpo nessa versão.
Alguns diálogos foram encurtados nas versões não-polonesas do jogo. O designer-chefe, Michal Madej, contestou reclamações de fãs de que isto tinha a ver com a linguagem rude, mas que a decisão de editar diálogos ocorreu por causa de problemas relacionados com a produção durante o desenvolvimento do jogo. O revisor Martin Pagan notou que esta versão foi encurtada enquanto trabalhava e a escritora Sande Chen confirmou que aquilo não era por causa da censura. Os fãs criaram uma teoria de que aquilo poderia ter sido feito para cortar custos com gravação de vozes, especialmente pelo fato da linguagem vulgar ter sido retida. Tais reduções de custos ocorreriam normalmente durante o encurtamento do diálogo, mesmo em casos onde não há linguagem vulgar.

### Versão para consoles
Em 29 de novembro de 2005 um vídeo sobre a versão para consoles do jogo foi disponibilizado na Internet. Em 2 de dezembro, a CD Projekt RED confirmou oficialmente que The Witcher estava sendo portado para os consoles PlayStation 3 e Xbox 360 e lançado como The Witcher: Rise of the White Wolf. O jogo foi construído do zero com a DaVinci Engine da empresa Widescreen Games e contava com uma série de diferenças. De acordo com o designer sênior da CD Projekt RED, Jakub Styliński, o jogo apresentava uma nova interface, batalhas contra chefes redesenhadas, novas músicas, "um punhado de novos modelos", e um sistema de desenvolvimento de personagem redesenhado, além de um sistema de combate completamente novo com IA melhorada, novas animações com captura de movimento e a habilidade de controlar os movimentos de Geralt diretamente. A CD Projekt também confirmou que Rise of the White Wolf teria conteúdo para download.
Em 29 de abril de 2009, foi anunciado que a produção do jogo foi interrompida por causa de pagamentos atrasados da CD Projekt aos desenvolvedores da versão para consoles, a Widescreen Games. Uma declaração do CEO da CD Projekt, Michał Kiciński, afirmou que os pagamentos foram atrasados porque a Widescreen Games não estava cumprindo prazos de desenvolvimento, dizendo também que a "falta de capacidade técnica criou o risco de perder a qualidade planejada", e que a CD Projekt terminou sua associação com a Widescreen Games.

## Marketing

### Enhanced Edition
Na Game Developers Conference de 2008, a CD Projekt RED anunciou uma edição aprimorada do jogo, lançada em 16 de setembro de 2008. As mudanças significativas da edição aprimorada são mais de 200 novas animações, modelos de NPCs adicionais, modelos de NPCs e monstros recoloridos, diálogos expandidos e corrigidos nas versões traduzidas, estabilidade melhorada, sistema de inventário redesenhado e tempos de carregamento reduzidos drasticamente. Além disso, uma grande quantidade de bugs foram consertados e o manual do jogo foi completamente reformulado. Também há duas novas aventuras disponíveis: Side Effects e The Price of Neutrality. Uma nova opção permite escolher os idiomas de legendas e vozes entre dez idiomas. Por exemplo, os jogadores agora podem escolher jogar com vozes em polonês e legendas em inglês. Os idiomas disponíveis são: inglês, polonês, russo, italiano, francês, espanhol, alemão, tcheco, húngaro e chinês.

### Director's Cut
A CD Projekt lançou uma versão Director's Cut do jogo em 31 de julho de 2009, para o mercado norte-americano. É igual à Enhanced Edition disponível no resto do mundo, mas sem as censuras presentes na edição estadunidense. Esta edição está apenas disponível via download. A companhia lançou um patch oficial sem censuras que faz com que a versão norte-americana fique igual às outras versões para aqueles que compraram uma mídia física do jogo.

## Recepção
O jogo recebeu avaliações positivas. A nota cumulativa da versão original resultou em 81.57% no site GameRankings e 81 de 100 no Metacritic. Michael Lafferty, do site GameZone, deu ao jogo uma nota 8.8 de 10, descrevendo-o como profundo, imersivo, e que 'fará o jogador pensar em suas escolhas, em vez de destruir seus inimigos no caminho para a glória'. A introdução cinemática de The Witcher foi nomeada para o VES Awards de 2007 na categoria de Visuais Pré-Renderizados Notáveis em um Video Game e a trilha sonora do jogo foi votada como "Melhor Trilha Sonora de Jogo de Fantasia" na Fantasy Awards de 2007, da Radio Rivendell.
Em 2010, o jogo foi incluído como um dos títulos no livro 1001 Video Games You Must Play Before You Die (1001 Videogames para Jogar Antes de Morrer).